# Parco archeominerario di San Silvestro
Il parco archeominerario di San Silvestro, nato in seguito alle campagne di scavo del castello di Rocca San Silvestro, è un'area naturale protetta di interesse locale della regione Toscana istituita nel 1995; fa parte dei parchi della Val di Cornia.
Occupa una superficie di 270 ha nella provincia di Livorno.

## Punti di interesse
Nel parco si possono visitare:
- Museo del Minatore
- Museo dell'Archeologia e dei Minerali
- Museo delle Macchine Minerarie
- Miniera del Temperino
- Galleria Lanzi-Temperino
- Rocca San Silvestro

## Galleria d'immagini

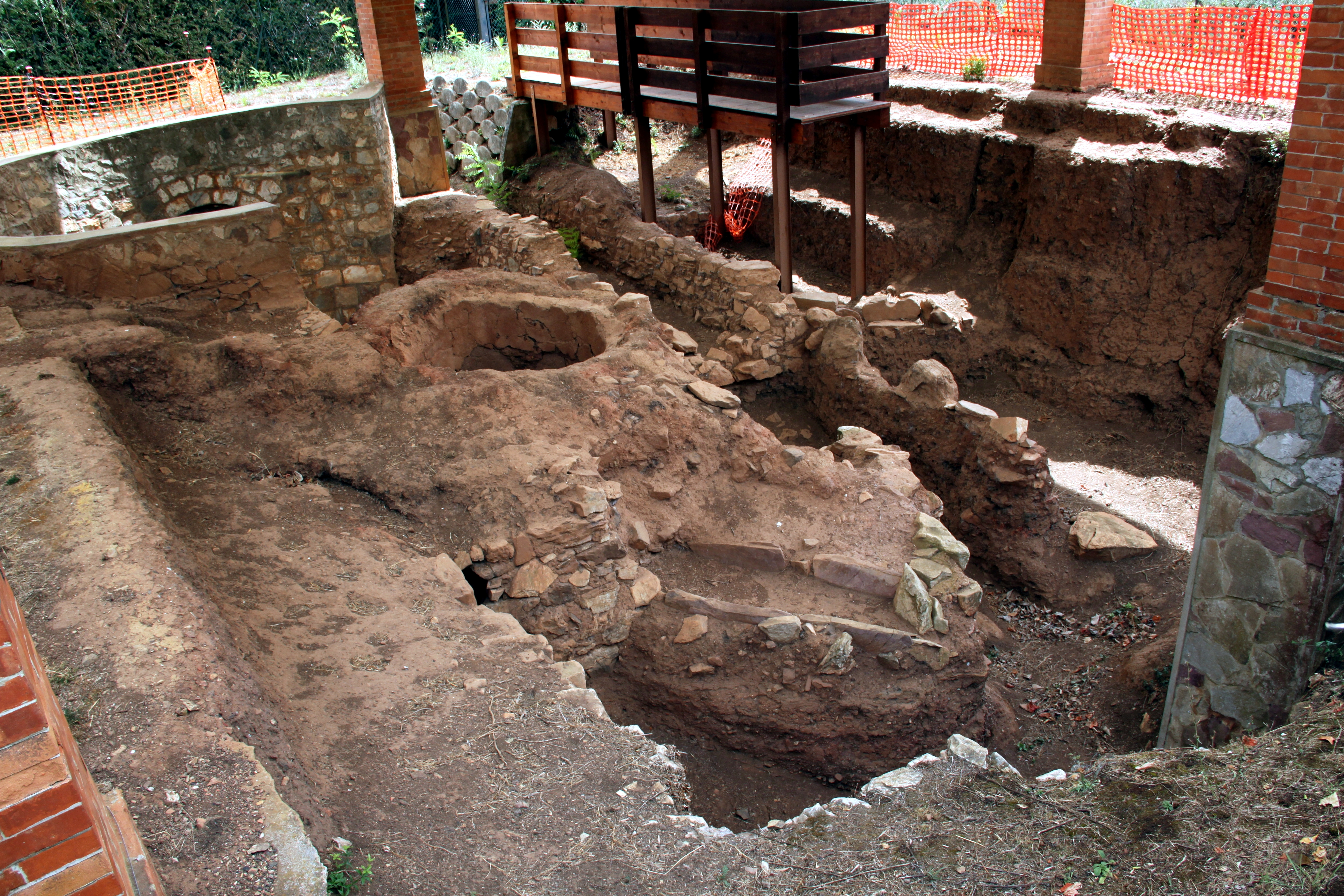
Fornace etrusca
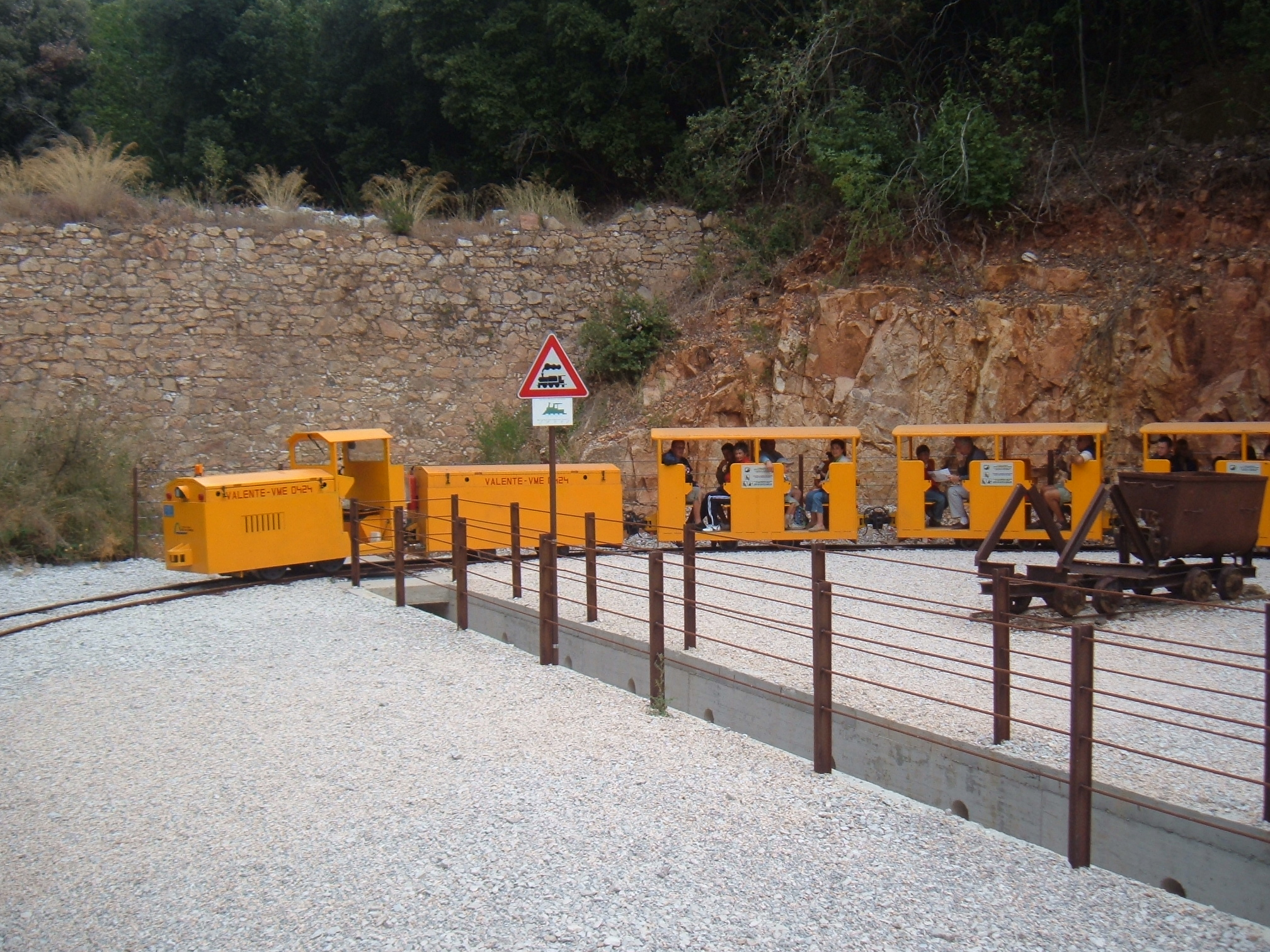
Trenino
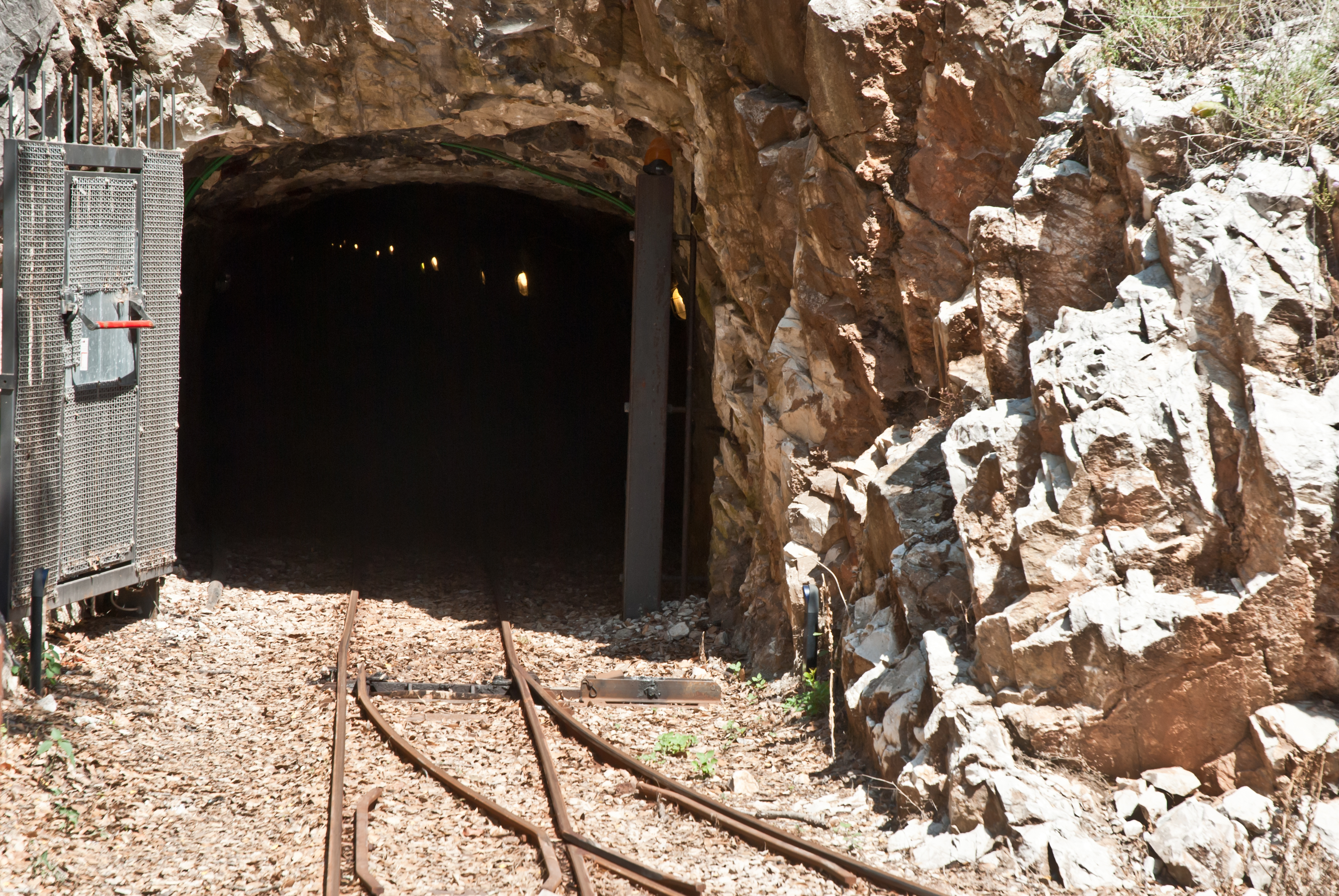
Ingresso del tunnel del pozzo Earle
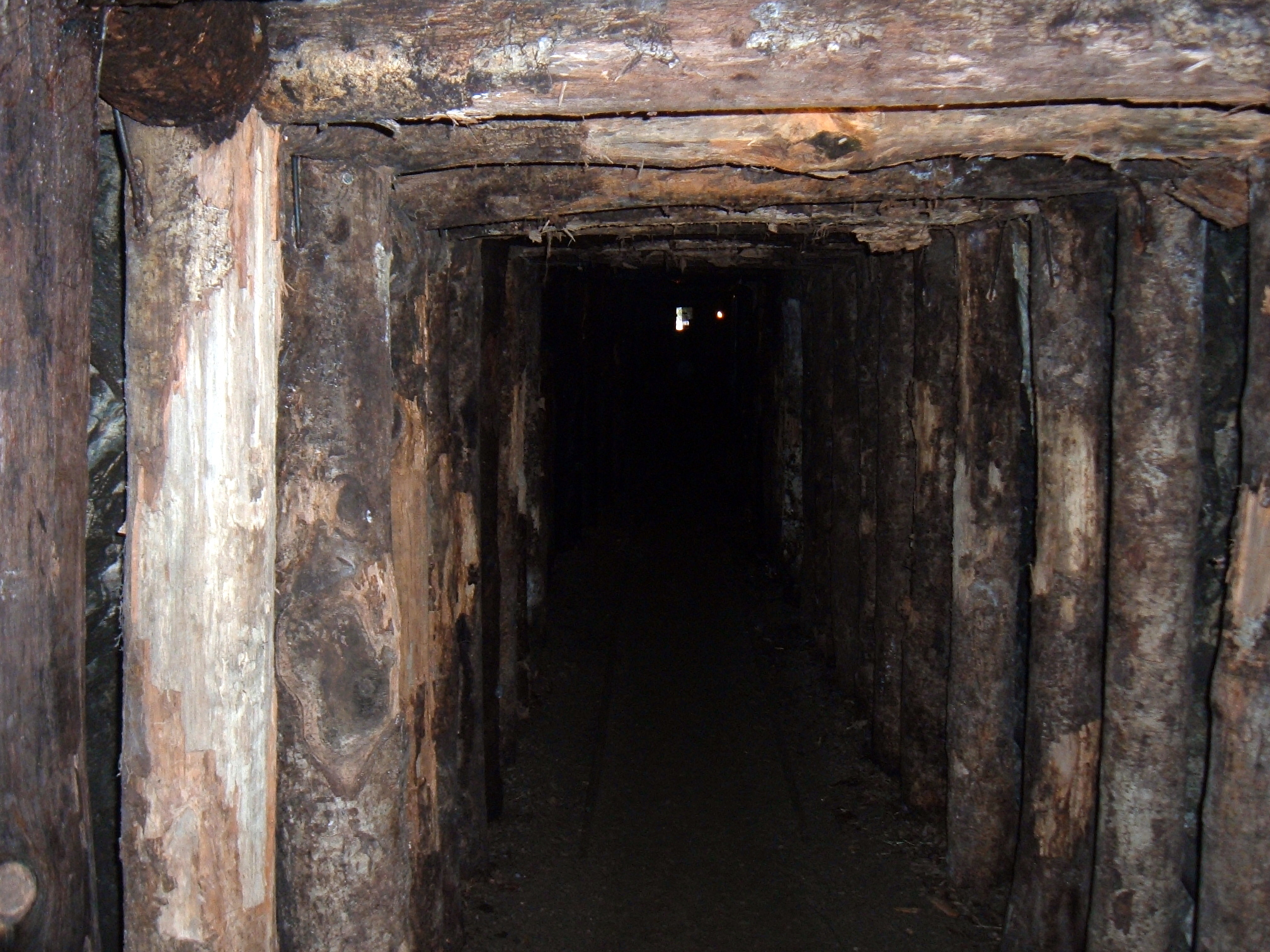
Miniera del Temperino
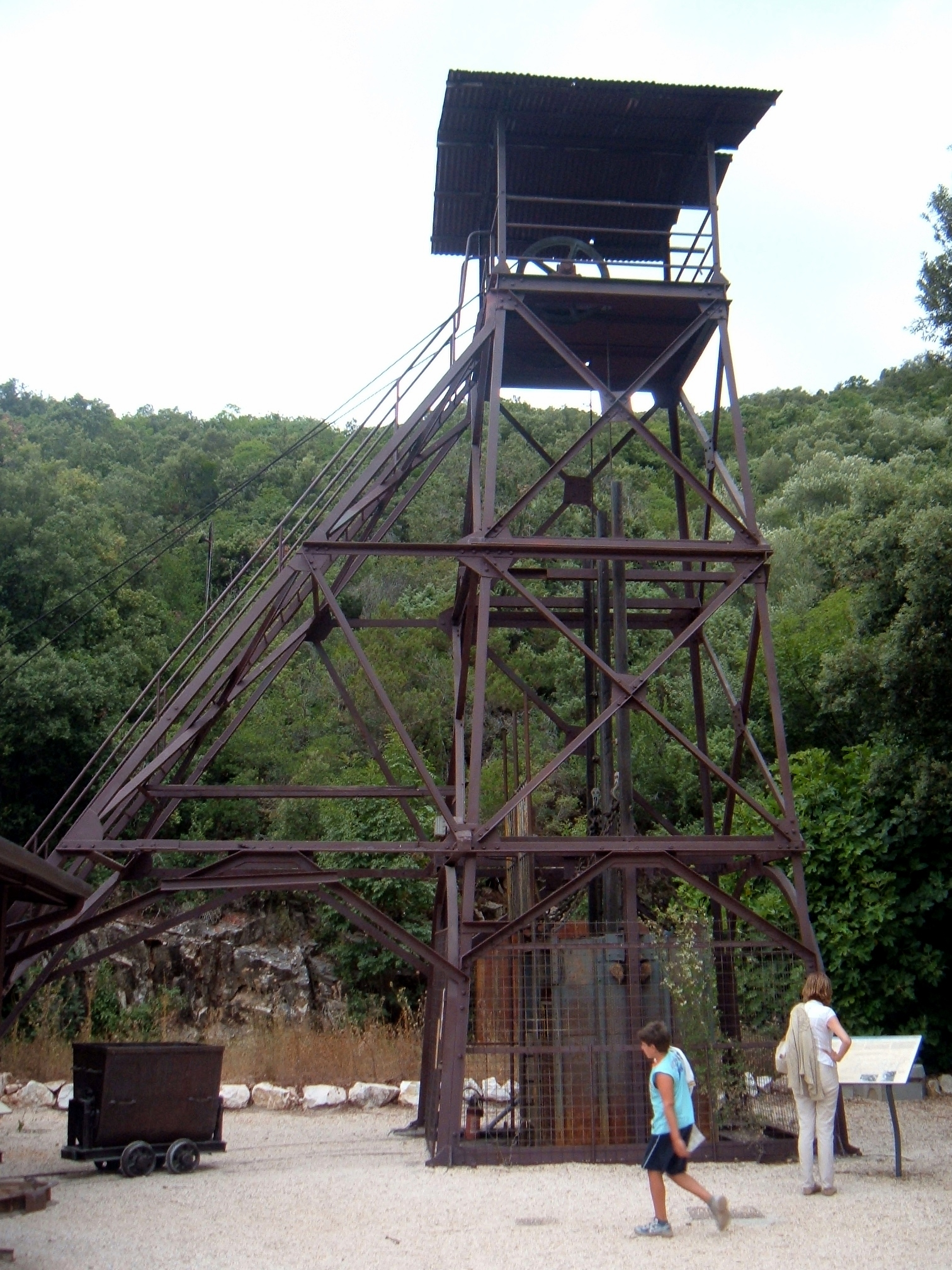
Vecchio argano